# Сент Хелена (Калифорнија)
Сент Хелена (енгл. St. Helena) град је у америчкој савезној држави Калифорнија. По попису становништва из 2010. у њему је живело 5.814 становника.

## Демографија
Према попису становништва из 2010. у граду је живело 5.814 становника, што је 136 (2,3%) становника мање него 2000. године.
| Група             | 2000.         | 2010.         |
| Белци             | 4.110 (69,1%) | 3.686 (63,4%) |
| Афроамериканци    | 26 (0,4%)     | 25 (0,4%)     |
| Азијати           | 42 (0,7%)     | 98 (1,7%)     |
| Хиспаноамериканци | 1.691 (28,4%) | 1.914 (32,9%) |
| Укупно            | 5.950         | 5.814         |